# Z72-es zónázó személyvonat
A Z72-es zónázó személyvonat egy budapesti elővárosi vonat Budapest-Nyugati pályaudvar és Esztergom között. Budapest és Pilisvörösvár között csak a forgalmasabb állomásokon, Pilisvörösvár és Esztergom között pedig minden állomáson és megállóhelyen megáll. Vonatszámuk négyjegyű, 20-szal kezdődik.

## Története
2018. május 20-án vezették be az új menetrendet az Budapest–Esztergom-vasútvonalon, ekkor indult el a Z72-es zónázó személyvonat is. Budapesttől Piliscsabáig csak Újpest, Aquincum, Solymár, Pilisvörösvár, Szabadságliget és Klotildliget állomásokon és megállóhelyeken állt meg.
2019 decemberétől megváltozott a vonal menetrendi struktúrája, a zónázó vonatok hétköznap és hétvégén eltérő megállási renddel járnak. A korábbi megállási rend hétvégén érvényes, hétköznap Budapest és Piliscsaba között az alábbi helyeken állnak meg: Angyalföld, Újpest, Aquincum, Solymár, Pilisvörösvár. Hétköznap Magdolnavölgyön is megállás nélkül áthalad, míg hétvégén továbbra is megáll ezen a megállóhelyen is. Csúcsidőszakban 1-2 vonat Aranyvölgyben és Magdolnavölgyben megáll. Angyalföld állomáson és Aranyvölgy megállóhelyen kizárólag munkanap, míg Szabadságliget és Klotildliget megállóhelyeken kizárólag hétvégén áll meg.
A járatok a 2014–2015 folyamán forgalomba állított kék-sárga Stadler FLIRT vonatokból vannak kiállítva.
A viszonylaton hétköznap Stadler KISS is közlekedik, hétvégén viszont kizárólag FLIRT-ökből állnak a járatok szerelvényei.
2022. december 11-én beleolvadt a  G72-es gyorsított személyvonat, így a Z72-es már félóránként közlekedik, hétköznap és hétvégén is megegyező menetrenddel. A vonatok Pilisvörösvárig csak Újpest és Aquincum megállóhelyeken illetve Solymár állomáson állnak meg, Pilisvörösvártól Esztergomig általában mindenhol, de a csúcsidőn kívüli járatok felváltva kihagyják Magdolnavölgy és Piliscsév megállóhelyeket.

## Útvonala
Ütemes menetrend szerint minden óra ugyanazon percében indul és érkezik mindegyik állomáson.
| 0    | 0    | Budapest-Nyugati végállomás         | 64   | 64   | 9, 26, 91, 191, 226, 291 4, 6 72, 73 S21 , S50 , G50 , Z50 , S70 , G70 , Z70 , S71 , G71 , IC, InterRégió, EC, EN                                                                          |
| ∫    | 7    | Vasútmúzeum (időszakos megállóhely) | ∫    | 55   | 120 |
| 10   | 10   | Újpest                              | 51   | 51   | 104, 104A, 121, 122E, 196, 196A, 204 300, 302, 303, 305, 308, 309, 310, 312, 313, 314, 315, 316, 318, 319, 320, 321, 872, 880, 882, 883, 884, 889, 890, 893 1010, 1011, 1013, 1014 S76 P+R |
| 15   | 15   | Aquincum                            | 47   | 47   | 34, 106, 134 |
| (18) | ∫    | Aranyvölgy**                        | ∫    | ∫    | 218, 260 848 |
| 21   | 21   | Solymár                             | 40   | 40   | 64, 64B, 164B 830, 831, 832 |
| 27   | 27   | Pilisvörösvár                       | 35   | 35   | 799, 800, 815, 821, 830, 831, 856 |
| 28   | 28   | Szabadságliget                      | 34   | 34   | |
| 35   | 35   | Klotildliget                        | 27   | 27   | |
| 39   | 39   | Piliscsaba                          | 25   | 25   | 799, 832 |
| (41) | (41) | Magdolnavölgy**                     | (21) | (21) | |
| 43   | 43   | Pilisjászfalu                       | 19   | 19   | 800, 815 |
| 46   | 46   | Piliscsév                           | 16   | 16   | |
| 50   | 50   | Leányvár                            | 14   | 14   | 800, 815 |
| 56   | 56   | Dorog                               | 9    | 9    | 800 |
| 60   | 60   | Esztergom-Kertváros                 | 5    | 5    | S74 A, B, C |
| 65   | 65   | Esztergom végállomás                | 0    | 0    | A, B, C, D, E, G, H, N, P, T, V 800, 862, 880, 8401, 8421, 8503, 8504, 8510, 8512, 8515, 8516, 8517, 8518, 8520, 8543, 8525, 8535 S74                                                      |

A **-gal jelölt állomásokon csak néhány vonat áll meg.